# Calodera protensa
Calodera protensa – gatunek chrząszcza z rodziny kusakowatych i podrodziny rydzenic. Zmieszkuje Europę i Wyspy Japońskie.

## Taksonomia
Gatunek ten opisany został po raz pierwszy w 1830 roku przez Carla Gustafa Mannerheima.

## Morfologia
Chrząszcz o wydłużonym ciele długości od 2,8 do 4 mm. Szerokość głowy nie przekracza 480 µm, a szerokość szyi wynosi około 0,95 szerokości głowy. Przedplecze jest węższe niż 550 µm, o powierzchni zmatowiałej wskutek rzucającej się w oczy mikrorzeźby i słabo dostrzegalnego punktowania. Odwłok ma głęboki, poprzeczny wcisk u podstawy czwartego z kompletnych tergitów. Genitalia samca cechują się środkowym płatem edeagusa krótszym niż 550 µm i zaopatrzonym w silnie w widoku bocznym zakrzywiony wyrostek wentralny.

## Ekologia i występowanie
Owad ten występuje na bagnach i pobrzeżach wód. Bytuje m.in. pod gnijącymi liśćmi i napływkami.
Gatunek palearktyczny. W Europie znany jest z Irlandii, Wielkiej Brytanii, Francji, Belgii, Holandii, Niemiec, Szwajcarii, Austrii, Włoch, Danii, Szwecji, Finlandii, Estonii, Łotwy, Polski, Czech, Słowacji, Węgier, Białorusi oraz europejskiej części Rosji. Poza tym stwierdzony z Japonii.
Na „Czerwonej liście gatunków zagrożonych Republiki Czeskiej” umieszczony jest jako gatunek zagrożony wymarciem (EN).